# 581 v. Chr.
Portal Geschichte | Portal Biografien | Aktuelle Ereignisse | Jahreskalender | Tagesartikel

◄ |
7. Jahrhundert v. Chr. |
6. Jahrhundert v. Chr. |
5. Jahrhundert v. Chr. |
►

◄ | 600er v. Chr. | 590er v. Chr. | 580er v. Chr. | 570er v. Chr. |
560er v. Chr. |
►

◄◄ | ◄ | 584 v. Chr. | 583 v. Chr. | 582 v. Chr. | 581 v. Chr. |
580 v. Chr. |
579 v. Chr. |
578 v. Chr. |
► |
►►

## Ereignisse
- Der Legende nach wird Suizei Kaiser von Japan.

## Gestorben
- um 581 v. Chr.: Psammetich, Tyrann von Korinth